# 13 слова на Григорий Богослов
„13 слова на Григорий Богослов“ е сборник, който е достигнал до нас в един от най-древните църковнославянски ръкописи от 11 век. Ръкописът е оцелял в един екземпляр. Всички преводи на славянски език, дошли до нашето време, са направени няколко века по-късно (XIV век) и също съдържат различна селекция и различно издание на превода.
Григорий Богослов (325 – 389) – светец на православната и католическата църкви, архиепископ на Константинопол, християнски богослов, един от отците на църквата, един от Великите Кападокийци; оставил богато литературно наследство от 245 писма, 507 стихотворения и 45 „думи“.
„Слово“ е аналитично-богословска форма на проповед, съдържаща тълкуването на откъси от Свещеното Писание; най-древната форма на проповед. Сборникът съдържа 13 литургични и нелитургични „слова“, представени в непоследователен ред. Вероятно колекцията е създадена с мисионерска цел. Оригиналните проповеди („слова“) са написани от свети Григорий на гръцки. По-късно „Словата“ са преведени на славянски. Архаичните черти на превода се отнасят до дейността на Кирил и Методий, както и на техните ученици. Преводът на богослужебните „Слова“ е извършен преди всичко, в самото начало на формирането на корпуса от славянски християнски текстове. Колекцията съдържа проповеди само за най-значимите църковни празници, като Великден, Коледа, Богоявление и Петдесетница. По-късно „Словата“ стават основа за проповедите на други богослови, значими за християнството. Някои от тези богословски разговори на Григорий все още се четат на църковни служби в различни страни.

## Относно съдържанието на 13 слова
Сборникът от 13 слова все още е малко проучен, въпреки че предизвиква голям интерес сред изследователите, което се дължи на особеното значение на словата на св. Григорий за християнската литература. Църквата е дала на Григорий титлата „Богослов“, което несъмнено показва значението на автора и самата колекция за християнството. Нещо повече, изследването на „XIII думи на Григорий Богослов“ дава материал за изучаване на църковнославянския език, тъй като сборникът е включен в корпуса от текстове от онова време. Съставът на сборника е интересен с това, че няма аналози в никоя традиция, въпреки че самите произведения на Григорий Богослов са били изключително популярни в християнското общество. Първоначално 45 слова са оцелели в оригиналния език, но само 13 слова са оцелели в славянски превод.

## Списък на славянските Слова на Григорий Богослов
1. Към светите светлини на Богоявление (за Кръщението)
2. При погребението на Василий Велики
3. За Кръщението
4. Богоявление или Коледа
5. На тези, които избраха, но не срещнаха Григорий (сбогом преди заминаване за Черно море)
6. Мир (при завръщането му от Черно море в отговор на назначаването на Григорий за презвитер)
7. Втора обвинителна дума за Юлиан
8. Срещу Евномианци
9. Второ за теологията
10. Срещу градушките
11. За Великден
12. На Петдесетница
13. За Великден

Също така, на гръцки език е написана колекция от 16 слова. Един от основните изследователски въпроси относно славянската колекция е съвпадението на 8 слова от двете колекции. Може би 8 от словата в сборника случайно се явяват в колекцията от 16 слова, а липсващите 8 бяха са били преведени по-късно и съответно бяха са били добавени, но не веднага. Сборникът от 16 слова е бил допълнен от Никита от Ираклий, който въвежда нови интерпретации. Освен това има важни предположения за това как е съставена колекцията от 13 слова. А. М. Бруни предполага, че „13 слова“ е само част от пълната колекция на преведени проповеди на Григорий Богослов. А. М. в своята работа доказва несъвпадението на 8 литургични проповеди от гръцкия сборник в „13 слова“: тези Слова са взети директно от сборника с „16 слова“. Л. В. Долгушина провежда проучване дали „словата“ са преведени едновременно, стигайки до заключението, че сборникът е съставен последователно.